# Leucanitis picta
Leucanitis picta är en fjärilsart som beskrevs av Hugo Theodor Christoph 1877. Leucanitis picta ingår i släktet Leucanitis och familjen nattflyn. Inga underarter finns listade i Catalogue of Life.